# Uttorp
Uttorp este o arie protejată (arie specială de conservare — SAC, sit de importanță comunitară — SCI) din Suedia întinsă pe o suprafață de 76,2 ha, integral pe uscat.

## Localizare
Centrul sitului Uttorp este situat la coordonatele 56°04′48″N 15°40′56″E / 56.0801°N 15.6821°E.

## Înființare
Situl Uttorp a fost declarat sit de importanță comunitară în ianuarie 1997 pentru a proteja 1 specie de animale. Situl a fost protejat și ca arie specială de conservare în martie 2011.

## Biodiversitate
Situată în ecoregiunile continentală și marină baltică, aria protejată conține 6 habitate naturale: Formațiuni de Juniperus communis pe lande sau pajiști calcaroase, Pajiști uscate europene, Vegetație anuală la limita mareei, Pajiști fino-scandinave uscate până la mezice, bogate în specii de altitudine mică, Recifuri, Pășuni de coastă din Baltica boreală.
La baza desemnării sitului se află o specie protejată de  amfibieni: triton cu creastă (Triturus cristatus).